# Klimakonsortiet
Klimakonsortiet er et offentligt-privat partnerskab stiftet af den danske regering og en række organisationer fra erhvervslivet i anledning af FN’s klimakonference i København i 2009.

## Formål
Konsortiets overordnede formål er, at sikre en ambitiøs og koordineret spredning af information internationalt og nationalt om danske virksomheders og videninstitutioners udbud af viden, koncepter og teknologier, der retter sig imod at reducere drivhusgasser.

## Medlemmer
Klimakonsortiet er stiftet af staten samt DI, Dansk Byggeri, Dansk Energi, Landbrugsrådet og Vindmølleindustrien.

## Ekstern henvisning
- Klimakonsortiet (Webside ikke længere tilgængelig)

| Erhverv og erhvervsliv | Spire Denne artikel om erhverv, erhvervsliv og arbejdsmarked er en spire som bør udbygges. Du er velkommen til at hjælpe Wikipedia ved at udvide den. |